# Jiayuan EV
Jiayuan Electric Vehicles, abgekürzt Jiayuan EV, ist ein chinesischer Hersteller von Elektrofahrzeugen mit Sitz in Nanjing. Das Unternehmen wurde 1982 gegründet.
Die vollständige Firma des Unternehmens lautet in englischsprachiger Darstellung „Nanjing Jiayuan Special Electric Vehicles Manufacture Co., Ltd“ und auf Chinesisch 预约试驾. Von der Unternehmensgruppe werden elektrisch angetriebene Leichtfahrzeuge, Sightseeing-Mobile, Kleinbusse und ähnliches angeboten.

## Geschichte
Ein Jahr nach der Gründung entwickelte das Unternehmen im Jahr 1983 das erste Elektrofahrzeug. In den Folgejahren wurde die Forschung und Entwicklung von rein elektrischen Antrieben intensiviert und weitere Modelle entwickelt. Neben Eigenentwicklungen wurden auch Umrüstungen von Fahrzeugen mit herkömmlichen Antrieb vorgenommen.
Nach Angaben des Unternehmens unternahm 2001 Jiayuan eine mehr als 1.000 Kilometer lange Testfahrt mit einem rein elektrischen Fahrzeug und stellte dabei einen Rekord auf. Der Testbericht kam zu dem Ergebnis, dass das Fahrzeug eine bis dahin nie dagewesene Reichweite von 444,7 Kilometern erreichte, bei einer Höchstgeschwindigkeit von 97 km/h.
Im Jahre 2008 wurde Jiayuan EV zum ersten chinesischen Unternehmen, welches Elektrofahrzeuge mit höheren Geschwindigkeiten exportierte. Im Jahre 2019 startete das Unternehmen Tajima in China ein Projekt zum autonomen Fahren mit Fahrzeugen von Jiayuan. Dabei wurden 624 Kilometer zurückgelegt, wobei 350 Kilometer davon das Fahrzeug autonom fuhr.
Jiayuan EV besitzt bis dato knapp 100 Patente im Bereich der Elektromobilität.
2015 präsentierte Jiayuan unter dem Namen „Lingzu“ ein 2,20 m langes, zweisitziges Stadtfahrzeug mit 3,5 kW Leistung und 40 km/h Höchstgeschwindigkeit. Es folgte das ebenfalls zweisitzige Modell „City Spirit“ mit 225 cm Länge in zwei Varianten, einmal mit 45 km/h und einmal mit 78 km/h Höchstgeschwindigkeit.
2016 erhielt das Unternehmen für diese Fahrzeuge in Luxemburg das EEC-Zertifikat der EU für die EG-Fahrzeugklassen L6e und L7e. Als Handelsbezeichnung ist in der Zulassung „Eidola“ vermerkt.

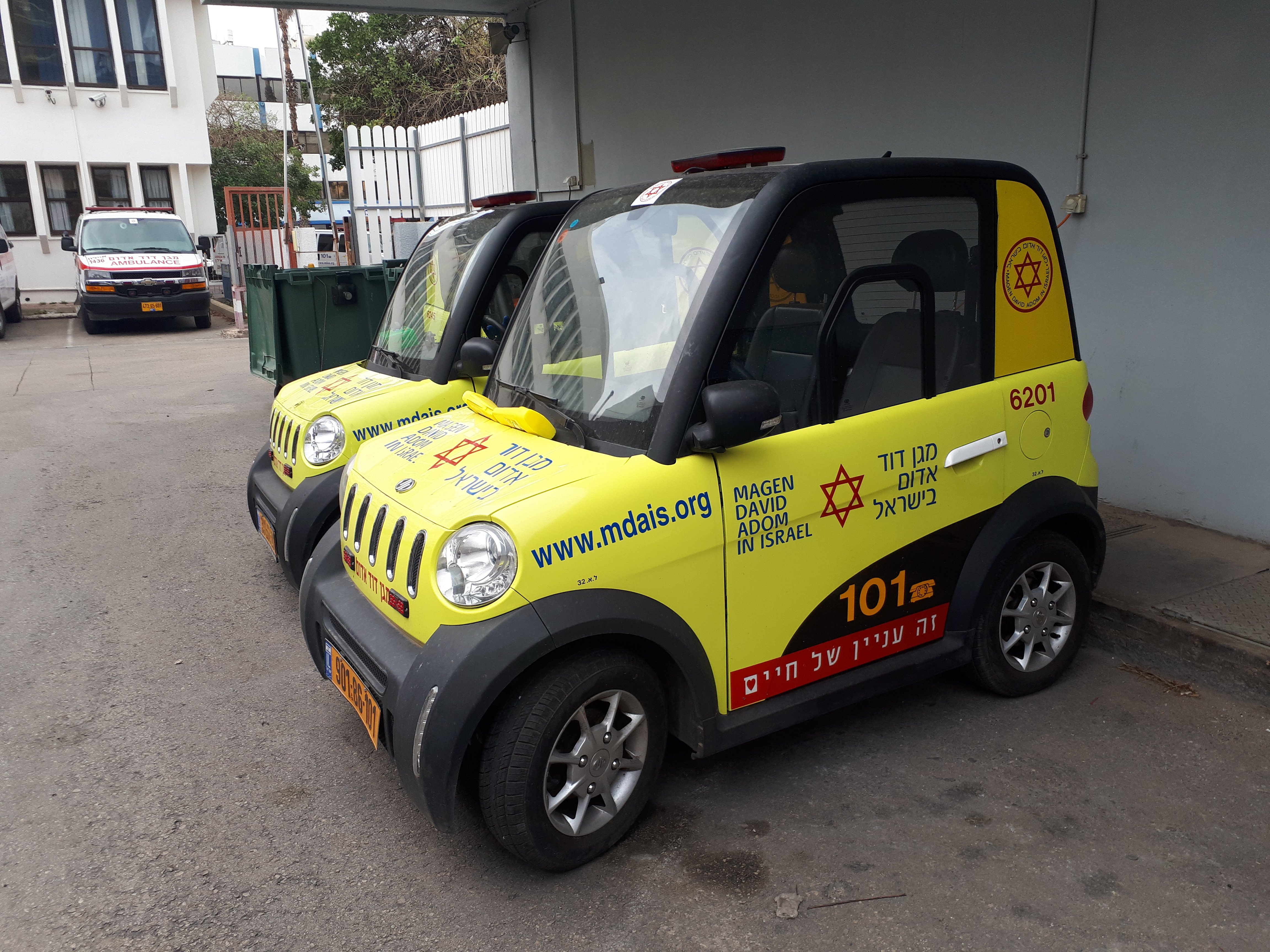
Ein Jiayuan EV als Fahrzeug eines Rettungsdienstes Magen David Adom
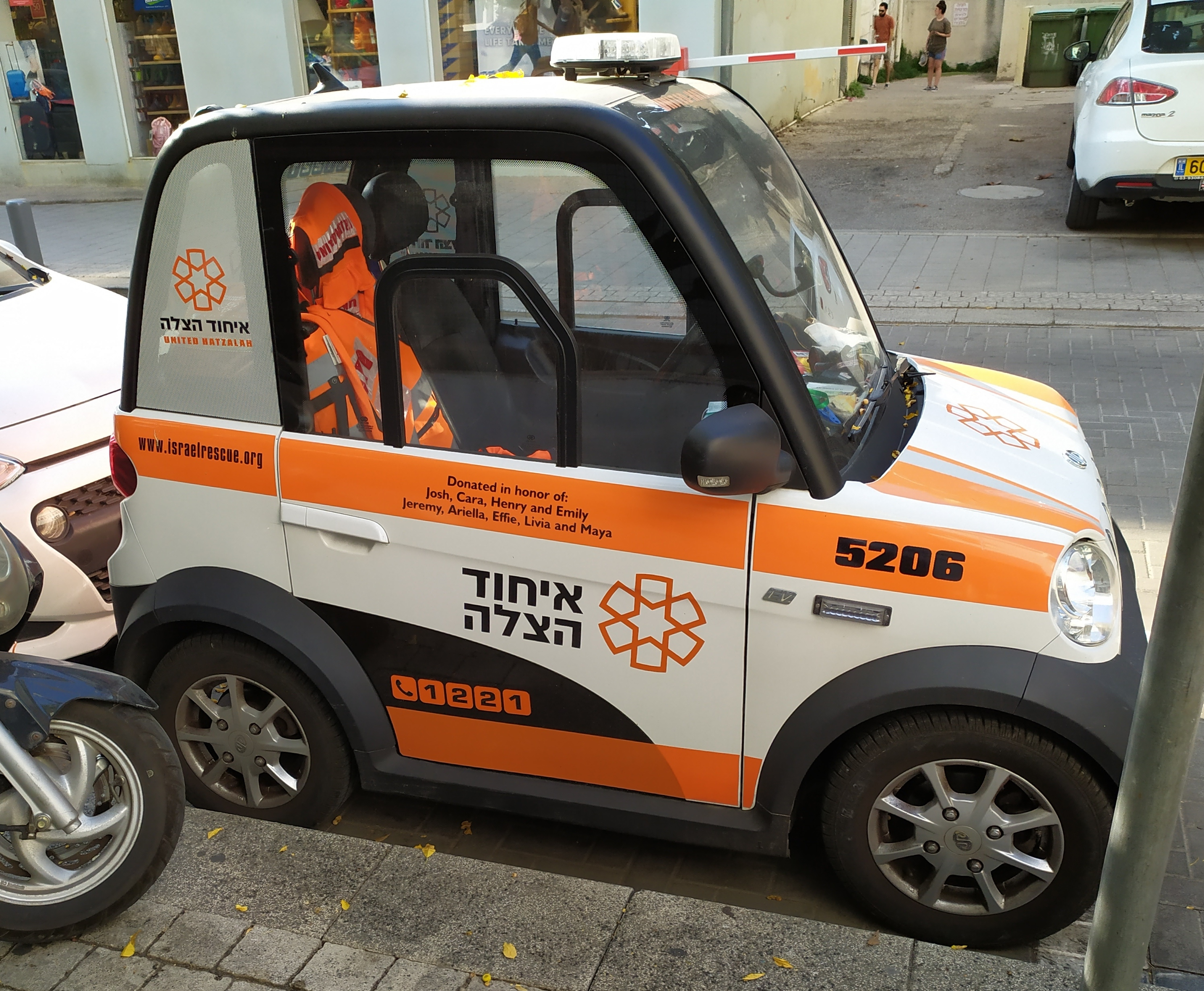
Ein Jiayuan EV als Fahrzeug eines Rettungsdienstes United Hatzalah
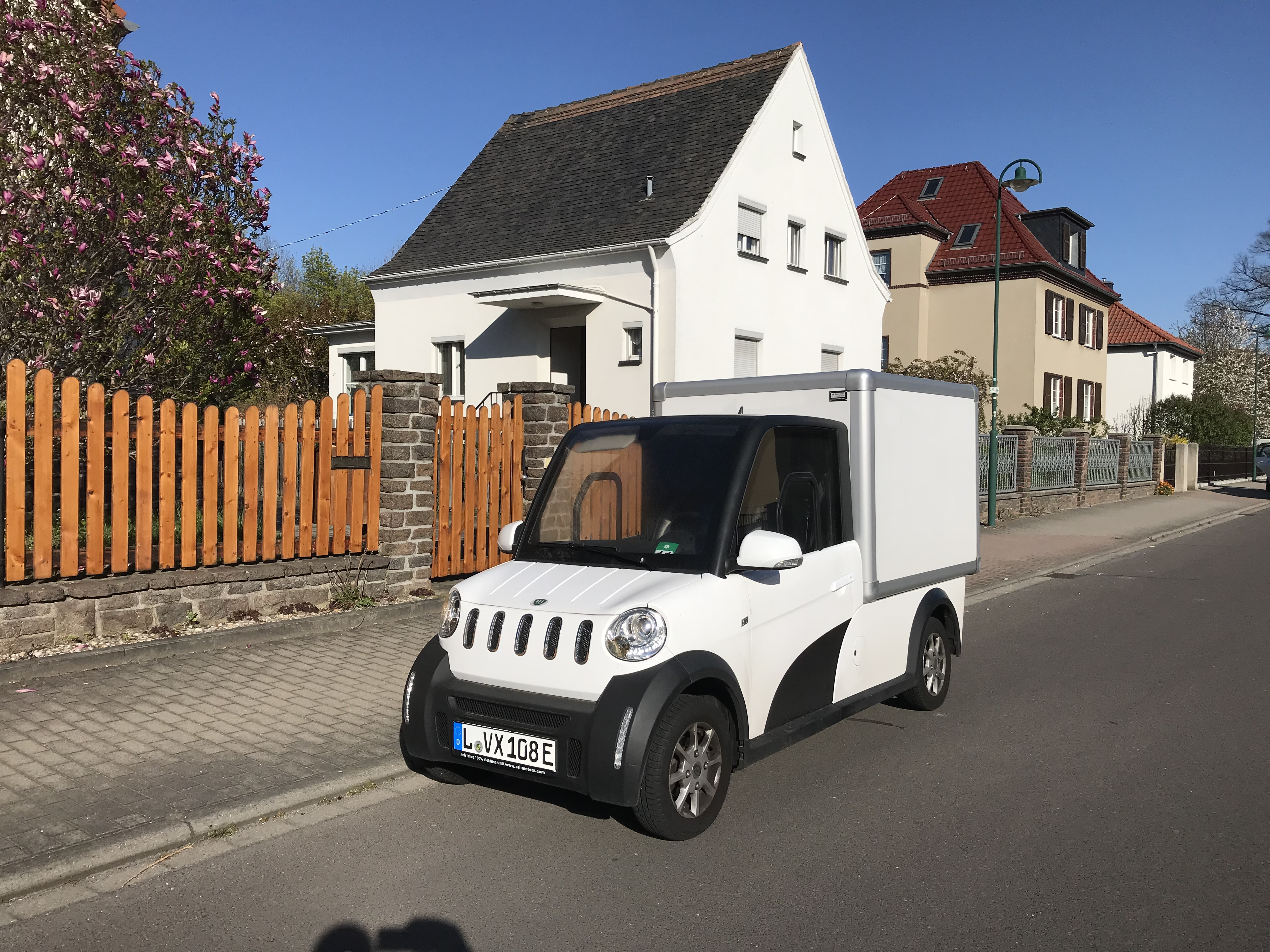
Ein ARI 458 Koffer auf Basis eines Jiayuan EV-Fahrzeugs.
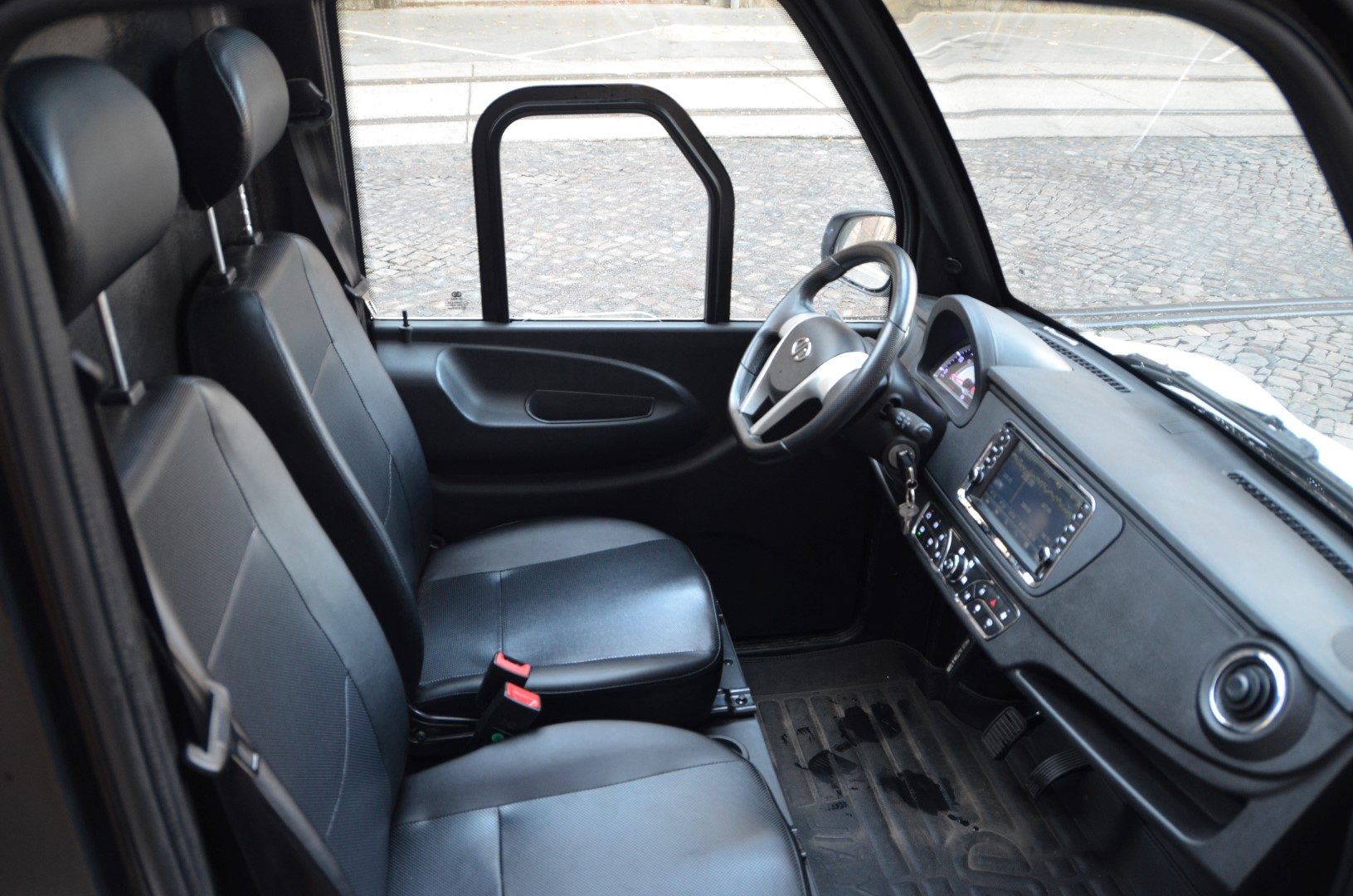
Innenraum des Jiayuan EV und des ARI 458

2016 entschied sich die ARI Motors GmbH (ehemals VXT Deutschland OHG) dafür, die Firma Jiayuan EV als Auftragshersteller für seine kleinen elektrisch angetriebenen Nutzfahrzeuge zu nutzen. Seit Ende 2016 wurden diese – zunächst nur in der Tschechischen Republik – vermarktet. Seit 2018 sind die Fahrzeuge unter dem Namen ARI 458 in Deutschland erhältlich, wo die Fahrzeuge mit speziell angepassten Fahrzeugaufbauten ausgestattet werden.